# Швайдак Ірина Володимирівна
Іри́на Володи́мирівна Шва́йдак (нар. 30 травня 1989, Золочів, Львівська область) — українська музикантка, співачка та авторка пісень гурту «Один в каное».

## Життєпис
Закінчила Золочівську музичну школу по класу фортепіано (кл. викл. Уличної С.О.)
Вищу освіту здобула на філологічному факультеті ЛНУ імені Івана Франка за спеціальністю «Українська мова та література», де захистила дипломну роботу на тему «Солярний світ у творчості Богдана-Ігоря Антонича». З 2011 року — студентка магістерської програми екуменічних наук УКУ.
В університеті навчилася грати на гітарі та почала писати свої перші пісні. У 2010 році взяв початок інді-гурт «Один в каное», автором пісень та вокалісткою якого стала Ірина Швайдак. До 2015 року вона поєднувала музику з роботою за фахом та навчанням, працювала в літературній студії реабілітаційного центру для молоді.

## Цікаві факти
Свою першу пісню «Небо» Ірина Швайдак написала на третьому курсі навчання в університеті.